# Treonin
Treonin (okrajšano kot Thr ali T), je esencialna aminokislina, kar pomeni, da ga človeško telo samo ne more proizvesti, zato ga mora prejemati s hrano. Kodoni, ki zapisujejo treonin, so ACU, ACC, ACA in ACG.

## Oblike
Zaradi alkoholne stranske verige sodi med polarne aminokisline. Poleg izolevcina je ena od dveh aminokislin, ki imata tudi v stranski verigi kiralni center, zato so možni štirje stereoizomeri, vključno z dvema diastereoizomeroma L-treonina.
|                                                |
| L-treonin (2S,3R) in D-treonin (2R,3S)         |
|                                                |
| L-alo-treonin (2S,3S) in D-alo-treonin (2R,3R) |

## Zgodovina
Treonin je bila zadnja odkrita proteinogena aminokislina, prvi jo je opisal William Cumming Rose leta 1935. Spojina je bila poimenovana zaradi podobnosti s treozo, monosaharidom iz štirih ogljikovih atomov.

## Biosinteza
Je esencialna aminokislina, torej je živalski organizmi ne sintetizirajo in jo morajo pridobiti s hrano, predvsem v obliki beljakovin. V rastlinah in mikroorganizmih se treonin sintetizira v več korakih iz asparaginske kisline preko homoserina.

## Metabolizem
Razgradnja poteka po dveh poteh:
- Preko piruvata z encimom treonin dehidrogenazo, intermediati te poti se vključujejo v sintezo acetil-CoA in glicina.
- Po manj običajni poti pri človeku preko ketobutirata do sukcinil-CoA.